# Gavi (fodboldspiller)
Pablo Martín Páez Gavira (født d. 5. august 2004), bedre kendt som Gavi, er en spansk professionel fodboldspiller, som spiller for La Liga-klubben FC Barcelona og Spaniens landshold.

## Klubkarriere

### Barcelona
Gavi begyndte hos Real Betis' akademi før han i 2015 skiftede til La Masia. Efter at have imponeret for ungdomsholdene, så fik Gavi chancen for at spille for førsteholdet i opvarmningskampene før 2020-21 sæsonen. Han fik sin førsteholdsdebut for Barcelona den 29. august 2021 i en alder af kun 17 år og 25 dage, og blev hermed den fjerde yngste spiller til at nogensinde spille for Barcelona i La Liga.

## Landsholdskarriere

### Ungdomslandshold
Gavi har repræsenteret Spanien på flere ungdomsniveauer.

### Seniorlandshold
Gavi blev meget overraskende kaldt op på landsholdet den 30 september 2021 til UEFA Nations League semifinalen imod Italien. Gavi gjorde her sin debut, og blev hermed den yngste spiller nogensinde til at spille for Spaniens landshold. Spanien vandt kampen og kom dermed videre til finalen, hvor at de dog tabte til Frankrig.
Gavi var del af Spaniens trup til VM 2022, og da han scorede i Spaniens gruppekamp imod Costa Rica den 23. november 2022 blev han den næstyngste spiller til at score ved et VM nogensinde, kun overgået af Pelé.

## Titler
Individuelle
- Kopa Trofæet: 1 (2022)
- Golden Boy: 1 (2022)